# Sistema de imigração baseado em pontos
O sistema de imigração baseado em pontos é o sistema de imigração em que a elegibilidade de um não-cidadão para imigrar é (parcial ou totalmente) determinada pela capacidade desse não-cidadão de pontuar acima de um número limite de pontos num sistema de pontuação que pode incluir fatores como nível de educação, meios de subsistência, conexão com o país, fluência no idioma, existência de oferta de emprego ou outros. Os sistemas de imigração baseados em pontos são por vezes também referidos como sistemas de imigração baseados no mérito.
Os países que utilizam sistemas de imigração baseados em pontos podem ter outros caminhos para os potenciais imigrantes (tais como familiares imediatos, refugiados, etc.), de modo que não é necessário atingir o limite de pontos para todos os imigrantes. Podem também ter critérios adicionais que os imigrantes baseados em pontos precisam de satisfazer, tais como não ter antecedentes criminais ou não ter envolvimento com organizações terroristas. Alguns países que utilizam sistemas de imigração baseados em pontos são: Reino Unido, Canadá, Austrália, Nova Zelândia e Singapura. O Canadá e a Austrália são os dois países com mais experiência com o sistema de imigração baseado em pontos e são frequentemente usados como casos de comparação para avaliar se o sistema de imigração de um país é baseado em pontos.

## Sistemas baseados em pontos por país

### Canadá
O Canadá foi o primeiro país a introduzir o sistema de imigração baseado em pontos, fazendo isto em 1967.  A mudança ocorreu quando o Canadá estava a transitar de um sistema de imigração anterior que distinguia com base na raça e no país de origem. O novo sistema favoreceu a juventude, a educação, a experiência e a fluência em inglês ou francês, ou seja, um amplo capital humano em oposição a uma oferta de emprego específica ou a competências específicas de trabalho. O sistema de imigração baseado em pontos é identificado como um dos fatores na mudança na distribuição de imigrantes no Canadá de 85% europeus para 15% europeus e nivelou o campo da imigração. Os pontos mínimos necessários para entrar no país são 67 pontos, no entanto, o número de pontos varia entre os países. Imigração e contratação mais eficientes são hoje feitas graças a este sistema. Há evidências científicas de que os imigrantes que entram pelo sistema de pontos têm melhores resultados na integração no Canadá. Em resposta à menor e ao declínio da participação na força de trabalho entre as pessoas admitidas através do sistema baseado em pontos relativamente aos trabalhadores canadianos (canadenses) nativos, foram identificadas duas razões: falta de reconhecimento por parte dos empregadores canadianos (canadenses) dos diplomas educativos estrangeiros e fraca fluência linguística. Como resultado, o governo mudou o seu sistema baseado em pontos para pesar mais a fluência nas línguas inglesa e francesa. O sistema também foi alterado para que qualquer candidato qualificado com uma oferta de emprego tenha pontuações mais altas do que qualquer candidato sem essa oferta de emprego. O processo de candidatura foi novamente reformulado devido à disparidade entre as competências do candidato estrangeiro e à necessidade do empregador e reduziu os pontos para quem tem oferta de emprego, e também foi alterado o sistema para um método de convite que permite uma manifestação aberta de interesse em imigrar, com a opção do candidato permanecer um ou dois anos no sistema de bolsa (pool) de candidatos para ser sorteados nas frequentes publicações do "ponto de lotaria" ("lottery point") e nesse momento ser convidado a imigrar.
A última grande mudança no sistema baseado em pontos do Canadá ocorreu em janeiro de 2015, após o lançamento do programa de Entrada Expressa (Express Entry ou Entrée Express) pelo governo federal. Até à introdução do programa de Entrada Expressa (Express Entry ou Entrée Express), o Canadá lutava para gerir a receção das inscrições, uma vez que recebia mais inscrições do que as vagas de imigração disponíveis. Os atrasos devem-se ao facto de o Canadá ter processado as candidaturas pela ordem em que foram recebidas. Por outras palavras, o Canadá analisou cada pedido, o que foi um processo demorado. O Canadá afastou-se formalmente desta abordagem quando lançou o programa de Entrada Expressa (Express Entry ou Entrée Express). O programa de Entrada Expressa (Express Entry ou Entrée Express) é um sistema de gestão de inscrições mais dinâmico, pois permite ao governo canadiano (canadense) processar apenas as inscrições dos candidatos com maior pontuação. Este sistema eliminou atrasos e reduziu o padrão de processamento dos pedidos para apenas seis meses.

### Austrália
Em 1972, o governo trabalhista eleito na Austrália decidiu que os migrantes receberiam um visto com base em atributos pessoais e na capacidade de contribuir para a sociedade australiana. Em 1989, a Austrália formalizou um sistema de imigração baseado em pontos semelhante ao do Canadá. Assim como o Canadá, a Austrália mudou para o sistema baseado em pontos enquanto estava saindo de sua história da política de imigração baseada na raça (focada nos britânicos). A experiência da Austrália com o sistema é única, com pequenas mudanças nos regulamentos e diversas opções através de programas provinciais. A Austrália mudou para um processo de inscrição em que as pessoas eram convidadas a expressar interesse se atingissem uma pontuação direta exigida e os candidatos seriam convidados de acordo com os requisitos do mercado de trabalho dentro de um ou dois anos após entrarem no grupo.
Em 2017, o sistema baseado em pontos da Austrália foi citado como uma inspiração e foi referido como uma ideia elegante durante as discussões sobre a política de imigração no Reino Unido no contexto do Brexit. Também foi citado no contexto do interesse dos Estados Unidos em tornar o sistema de imigração mais baseado no mérito e reduzir o seu foco na imigração de extensas famílias depois que o primeiro-ministro australiano Malcolm Turnbull anunciou colocar "os australianos em primeiro lugar" através de um vídeo no Facebook.

### Nova Zelândia
Antes de 1987, a Nova Zelândia concentrava quase inteiramente a imigração na etnia. Um sistema rudimentar de imigração baseado em competências foi legislado em 1987 e um sistema simplificado de pontos surgiu mais tarde em 1991.

### Singapura
Em 2022, o governo de Singapura introduziu um sistema de imigração baseado em pontos para se focar apenas nos candidatos qualificados que desejam trabalhar e viver em Singapura.

### Reino Unido
Entre 2008 e 2010, o Reino Unido introduziu gradualmente um sistema de imigração baseado em pontos para regular a imigração de fora do Espaço Económico Europeu (EEE). O periódico The Economist relata que o sistema não evoluiu para um sistema baseado em pontos como o da Austrália ou do Canadá devido às numerosas isenções especiais concedidas a vários grupos de interesse e à subsequente redução da imigração sob o governo Conservador. No entanto, a imigração baseada em especialidades está aberta no Reino Unido. Ao sair da União Europeia em 2021, o Reino Unido implementou um sistema de imigração baseado em pontos únicos para todos os candidatos.

## Suposições iniciais dos sistemas baseados em pontos

### Ofertas de emprego e fluência no idioma oficial
Tanto o Canadá como a Austrália começaram com sistemas baseados em pontos centrados mais no capital humano do que em ofertas de emprego específicas, mas ambos descobriram, através da experiência, que isso resultou em taxas de emprego dos imigrantes mais baixas em comparação com os nativos ou com os imigrantes de certos estados e províncias. Isto levou Madeleine Sumption, do Observatório de Migração da Universidade de Oxford (Migration Observatory at the University of Oxford), a afirmar que os sistemas de pontos "puros" "não funcionam". Ambos os países modificaram os seus sistemas baseados em pontos para ter em conta as ofertas de emprego.

### Frequência dos ajustes
Demetrios Papademetriou, do Instituto de Política Migratória (Migration Policy Institute), argumentou, com base nos ajustes frequentes dos critérios utilizados pelo Canadá e pela Austrália, que os sistemas baseados em pontos requerem ajustes frequentes para serem bem-sucedidos. Dado o ritmo lento da legislação sobre imigração nos Estados Unidos, ele argumentou que isto exigia um maior nível de planeamento para a burocracia do que o assistido no sistema de imigração dos Estados Unidos, de modo que ganhar autonomia para a implementação de um sistema baseado em pontos seria um desafio para os Estados Unidos.

## Propostas

### Estados Unidos da América
A Lei de Segurança Fronteiriça, Oportunidades Económicas e Modernização da Imigração de 2013 (Border Security, Economic Opportunity, and Immigration Modernization Act of 2013), que foi aprovada no Senado dos EUA, mas não na Câmara dos Representantes, teria instituído um sistema de imigração baseado em pontos.

#### Lei RAISE (RAISE Act)
Nos Estados Unidos, existe a proposta da Lei RAISE (Reforming American Immigration for Strong Employment, RAISE Act), que propõe legislação para reduzir drasticamente a imigração legal para os Estados Unidos. Para além de reduzir substancialmente a imigração legal para os Estados Unidos e de reduzir a imigração baseada na família, o projeto de lei também substituiria o atual visto norte-americano (estadunidense) baseado no emprego por um sistema de pontos, tal como existe na maioria das outras democracias avançadas, como a Austrália e o Canadá. De acordo com a legislação, seriam emitidos no máximo 140.000 vistos de imigrante baseados em pontos por ano fiscal, sendo os cônjuges e filhos menores do requerente principal contados para o limite de 140.000. A legislação elimina o atual modelo orientado pela procura e liderado pelos empregadores, no qual os vistos baseados no emprego respondem diretamente às necessidades do mercado de trabalho, e passa para um modelo em que os potenciais imigrantes seriam valorizados principalmente por fatores de capital humano. O sistema de pontos proposto na lei dá prioridade aos "indivíduos que já são educados nos EUA, treinados em áreas STEM, altamente remunerados, fluentes em inglês e jovens", ao mesmo tempo que desfavorece "mulheres, pessoas que trabalham na economia informal (incluindo aquelas que fazem trabalho não remunerado), indivíduos com laços familiares com cidadãos dos EUA, mas sem educação formal e histórico de emprego, adultos de meia-idade e idosos, e candidatos de países menos desenvolvidos".